# Las Lomas, Tejupilco
Las Lomas är en ort i kommunen Tejupilco i delstaten Mexiko i Mexiko. Samhället hade 194 invånare vid folkräkningen 2020.